# My Life Would Suck Without You
My Life Would Suck Without You (Bez tebe můj život nestojí za nic) je první singl ze čtvrtého alba All I Ever Wanted americké zpěvačky Kelly Clarkson z roku 2009.

## Vydání
Singl prvně vyšel 13. ledna 2009 a stal se velkým hitem po celém světě.

## Videoklip
Klip k písni začíná v bytě, kde je Kelly překvapená, když se vrátil muž, kterého milovala už od dětství. Nastěhují se k sobě a mají mezi sebou různé sváry, vždy se ale zase usmíří. Po nějaké době oba sedí na pohovce a čtou si. Kelly svému příteli z legrace vezme časopis a nakonec ho vyhodí z okna, což jí přítel vzápětí oplatí. Jako vzájemnou pomstu si navzájem vyháží z okna různé věci (oblečení, kytaru, akvárium z něhož vyndají předtím rybičku), ale opět se udobří. Poté spolu jedou v autě a povídají si, ale dostanou smyk. Skoro nabourají, ale nakonec to zvládnou. Kelly jako dík přítele políbí a tím video končí.
Videoklip byl nominovaný na MTV Video Music Award v kategorii Nejlepší ženské video.

## Umístění v hitparádách
Je to první píseň Kelly Clarkson, která dosáhla prvního místa ve Velké Británii a teprve druhá píseň, která zlata dosáhla v USA.
V americké hitparádě Billboard Hot 100 debutovala na 97. místě a následující týden se dostala až na čelo žebříčku, čímž zlomila rekord pro největší počet překonaných míst k první pozici.

## Ocenění
Zatím singl získal tři platinová ocenění. Posluchači rádia AOL píseň vybrali jako 7. nejlepší píseň roku 2009.

## Coververze
Cover verzi písně natočili představitelé seriálu Glee, hlavní part zpívali Lea Michele a Cory Monteith v 13. epizodě první série. Jejich verze je zahrnutá na albu Glee: The Music, Volume 2.